# Frasil
Frasil (auch Farāsila, Frassila, Ferasilah, Frasla, Frassla, Frassola, Fersil, Frehsil, Färsel) ist ein Gewichtsmaß, das vom frühen 16. Jahrhundert bis ins 20. Jahrhundert in vielen Anrainerländern des Indischen Ozeans benutzt wurde. Der Name ist wahrscheinlich von dem portugiesischen Wort parcela (Teil) abgeleitet. Das Gewicht wurde üblicherweise über Bahār und Mann bestimmt. Standardmäßig entsprach der Frasil dem 20. Teil eines Bahār bzw. dem 10. Teil eines Manns, doch gab es viele lokale Abweichungen.

## Ostafrika
- in Mosambik entsprach ein Frasil als Handelsgewicht 5,443 Kilogramm.[2]
- In Sansibar, wo der Frasil 12 Mann entsprach, wog er 16,166 kg.[3]

## Arabien
- in Mokka 1 Frasil = 1/15 Bahār = 10 Mann = 20 Ratl = 300 Ūqīya = 13,61 Kilogramm[4] oder 13,29 Kilogramm.[5]
- in Hodeida 1 Fresil/Frasil = 1/40 Bahār = 9,855 Kilogramm (für Kaffee)[6]
- in Bait al-Faqih 1 Frasil = 1/40 Bahār = 10 Mann = 20 Ratl = 300 Ūqīya = 9,25 Kilogramm.[7]
- in Dschidda 1 Frasil = 1/10 Bahār = 10 Mann = 50 Ratl = 750 Ūqīya = 8,30 Kilogramm.[8]